# Mauro Aguiar
Mauro Martins Aguiar (Rio de Janeiro, 27 de agosto de 1968) Mauro Aguiar é carioca, cantor, compositor letrista e produtor cultural. Já teve suas canções gravadas por Ney Matogrosso, Ivan Lins, Leila Pinheiro, Joyce Moreno, Guinga, Zeca Pagodinho, Ed Motta, Zélia Duncan, Fátima Guedes, Mônica Salmaso, Zé Renato, Chico César, Paulinho Moska, José Miguel Wisnik, Jussara Silveira, Carol Saboya, Paula Santoro, Moyseis Marques, Verônica Ferriani, Clara Sandronni e Jane Duboc, e apresentadas em shows por Roberta Sá, Jards Macalé e Simone Guimarães, entre outros.
Foi finalista por duas vezes consecutivas do Prêmio Visa – Edição Compositores, e selecionado juntamente com Rodrigo Lessa para o Rumos Itaú Cultural.
Seu primeiro CD “Transeunte” foi lançado em 2010 pela gravadora Biscoito Fino. O cd traz participações de Guinga, Paula Santoro, Edu Krieger, Cristina Braga, Gabriel Grossi, Jessé Sadoc entre grandes instrumentistas brasileiros.
Em 2012 Realiza o projeto “Tresvarios” com Mariana Baltar e Luiz Flávio Alcofra. Participa do Panorama na Nova Música Carioca na Caixa Cultural e faz Shows no Teatro Sesi Rio Vermelho em Salvador e no Quintas do BNDES do Rio de Janeiro.
Paula Santoro grava “Homem ao Mar”e “Água Salobra” em seu novo cd “Mar do Meu Mundo”, ambas de Mauro com parceiros.
Em 2011, Ney Matogrosso grava no CD/DVD “Beijo Bandido” a salsa “Incinero”, parceria de Mauro com Zé Paulo Becker, que foi destaque na crítica especializada.
No ano de 2009, Verônica Ferriani e Chico Saraiva dedicam um cd inteiro à sua poesia. É o projeto “Sobre Palavras” contemplado pelo Projeto Pixinguinha –FUNARTE – SP, classificado como um dos 10 melhores discos do ano, com participação especial de Chico César.
Mauro Aguiar é parceiro de Guinga e escreveu com o compositor a faixa título de seu último CD “ Casa de Villa”, indicado ao Grammy Latino.
Participou também com Guinga do cd “Timeless” de Sérgio Mendes com a faixa Fo-hop , ganhador do Grammy.
Entre os parceiros musicais de Mauro Aguiar estão Chico Saraiva, Guinga, Zé Paulo Becker e Zé Miguel Wisnik, entre outros.